# Fanny Angelina Hesse

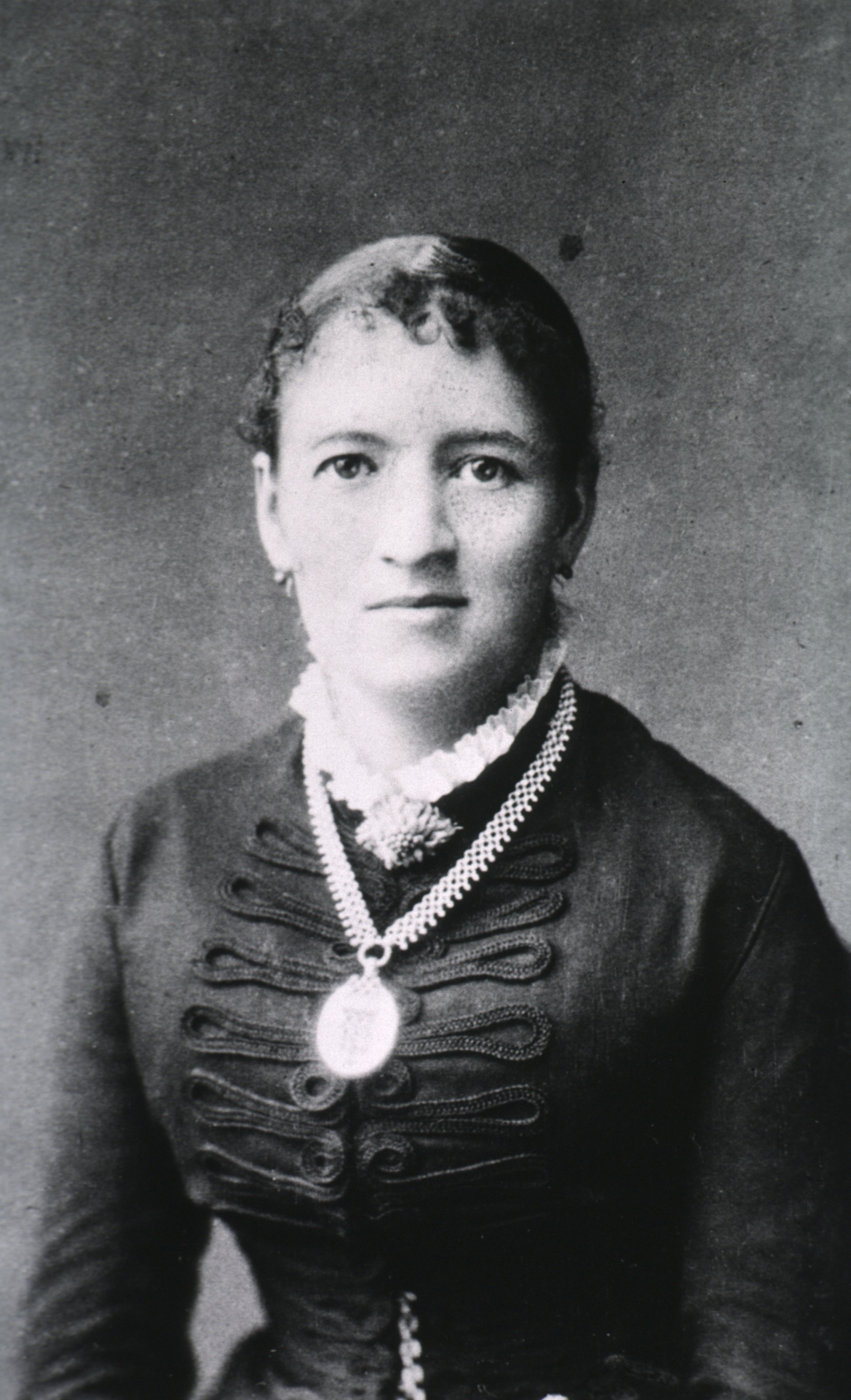
Fanny Angelina Hesse, etwa 1883

Fanny Angelina Hesse, geb. Eilshemius, (* 22. Juni 1850 in New York; † 1. Dezember 1934 in Dresden) war die Erfinderin der bahnbrechenden Nutzung von Agar-Agar als Geliermittel von Bakterienkulturmedien.

## Leben
Fanny Angelina Hesse wurde 1850 in New York geboren. Ihr Vater Henry (Hinrich) Gottfried Eilshemius war 1842 aus Deutschland in die USA ausgewandert, ihre Mutter Cecile Elise war eine Tochter des Schweizer Malers Leopold Robert. 1872 bereiste Fanny Angelina Eilshemius mit ihrer Familie Europa. In Dresden begegnete sie dem jungen Arzt Walther Hesse, der damals Assistenzarzt in der nahegelegenen Stadt Pirna war und den sie schon in den USA kennengelernt hatte. Sie besuchte ein „vornehmes Mädchenpensionat“ in der Schweiz. Am 16. Mai 1874 heiratete sie Walther Hesse in Genf. Das Ehepaar lebte danach unter anderem in Zittau, wo Walther Hesse als Arzt praktizierte, dann mehr als 10 Jahre in Schwarzenberg/Erzgeb. Dort war Walther Hesse ab 1877 Bezirksarzt und betrieb bakteriologische Forschungen. 1890 zogen die Hesses nach Dresden-Strehlen, weil Walther Hesse Bezirksarzt in Dresden wurde. Walther Hesse starb 1911. 1934 starb Fanny Angelina Hesse. Trotz ihrer herausragenden Erfindung blieb sie weitgehend unbekannt.
Angelina und Walther Hesse hatten drei Söhne, darunter Friedrich Henry (1875–1960, Chefarzt des Waldsanatoriums Dresden-Blasewitz) und Gustav (1876–1945, Direktor der Universitätszahnklinik Jena).

## Agar-Agar als Geliermittel für Bakterienkulturmedien

### Hintergründe
In der Frühzeit der Bakteriologie wurden Flüssigkeiten, beispielsweise Fleischbrühe, als Bakterienkulturmedien benutzt. Das Problem bei Flüssigkulturen ist, dass verschiedene Bakterien darin eng beieinander gemischt vorliegen und sich nur schwer trennen lassen. Somit ist es schwierig, Reinkulturen von Bakterien herzustellen. Daher suchte man nach festen Kulturmedien und benutzte Kartoffeln, koaguliertes Eiweiß, Stärkebrei und Fleisch. Darauf wachsen Bakterien bei richtiger Beimpfung in getrennten Kolonien, jedoch ist es schwierig, die Bakterien zuverlässig so darauf zu verteilen, dass Kolonien aus einzelnen Bakterien-Individuen entstehen. Außerdem ist es schwierig, sie zu mikroskopieren und farblose Bakterienkulturen darauf zu erkennen.
Robert Koch forschte nach einem besseren Medium. Er experimentierte mit Gelatine-Gelen, die er mit verschiedenen Stoffen versetzte. Gelatine wurde zu dieser Zeit bereits in der Mykologie als Kulturmedium oder als Geliermittel für Kulturmedien benutzt. Gelatine hat jedoch zwei entscheidende Nachteile: Zum einen wird sie von bestimmten Bakterien zersetzt und damit verflüssigt, zum anderen schmilzt sie bei der Inkubationstemperatur von 37 °C, die für viele humanpathogene Bakterien erforderlich ist. Die Entdeckung von Agar-Agar als temperaturstabiles Geliermittel für Kulturmedien vermied diese beiden Probleme und dadurch wurden viele weitere Entdeckungen in der Bakteriologie erst möglich. Noch heute wird Agar-Agar in der Bakteriologie verwendet.

### Umstände der Entdeckung
Walther Hesse wurde im Winter 1881–82 wissenschaftlicher Mitarbeiter von Robert Koch im Kaiserlichen Gesundheitsamt in Berlin, wo er sich mit der damals neuen Wissenschaft Bakteriologie beschäftigte. Dabei erforschte er den Bakteriengehalt der Luft. Nach einem halben Jahr in Berlin kehrte er nach Schwarzenberg zurück, wo er zu Hause in einem eigenen kleinen Labor weiterforschte. In diesem Labor war seine Ehefrau Fanny Angelina Hesse, genannt Lina, als Laborantin und Zeichnerin tätig. Walther Hesse benutzte für seine Studien als Kulturmedium Gelatine mit all ihren Nachteilen. Fanny Angelina Hesse schlug im heißen Sommer 1881 vor, Agar-Agar zum Gelieren der Kulturmedien zu benutzen. Sie hatte von ihrer Mutter ein Rezept für Fruchtgelee und Gemüsesülze mit Agar-Agar erhalten, das diese wiederum von niederländischen Bekannten, die auf Java gelebt hatten, erhalten hatte. Agar-Agar eignete sich hervorragend für Kulturmedien. Walther Hesse setzte Robert Koch umgehend über die Entdeckung seiner Ehefrau in Kenntnis. Mit Agar gelang Koch daraufhin die Entdeckung des Tuberkelbazillus. Die Öffentlichkeit informierte Robert Koch am 24. März 1882 in einem Vortrag über die Isolierung des Erregers der Tuberkulose. Dabei erwähnte er auch erstmals die Benutzung von Agar-Agar für Kulturmedien, jedoch nicht die Verdienste von Frau Hesse.